# Алан Бродрік

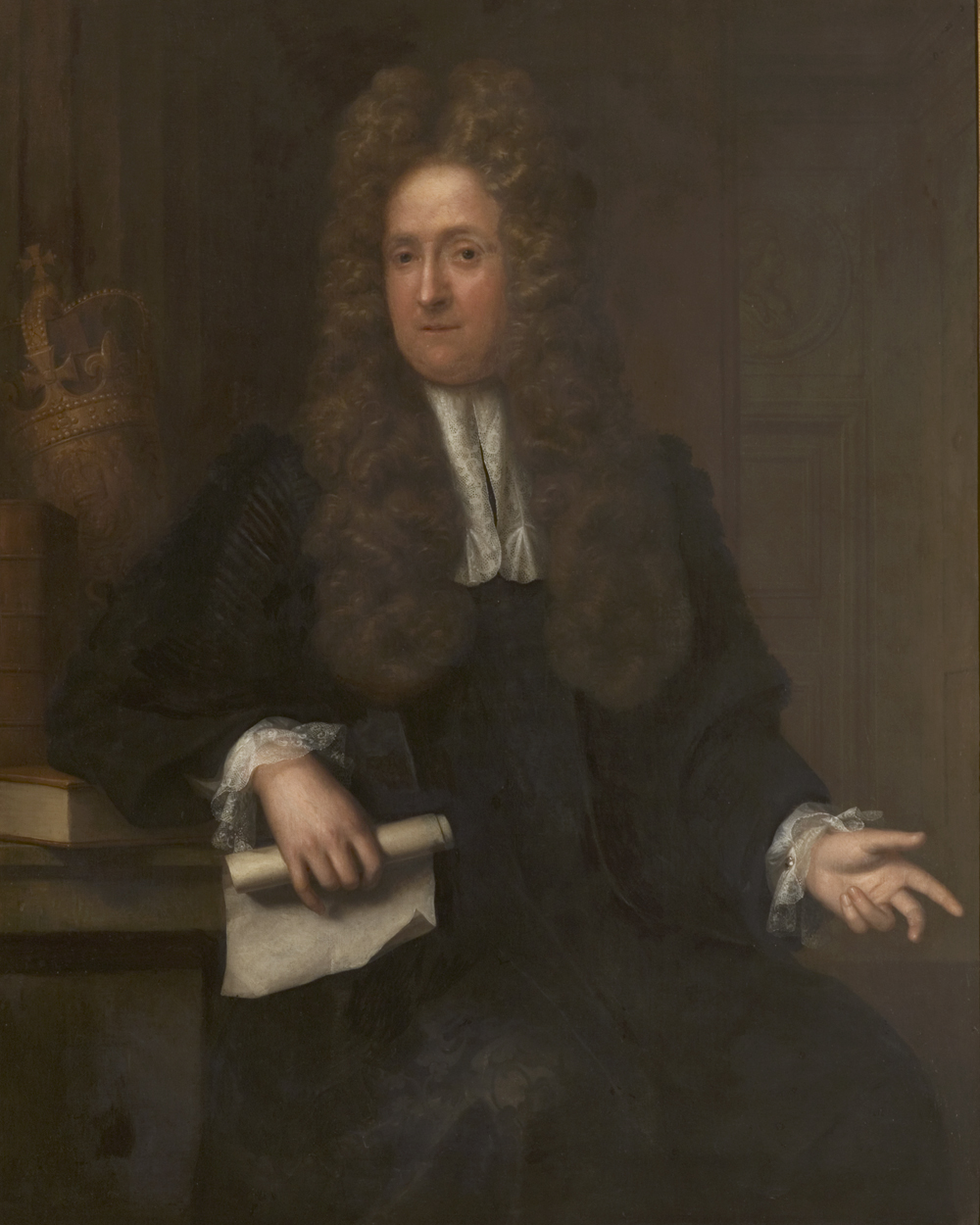
Алан Бродрік — І віконт Мідлтон.

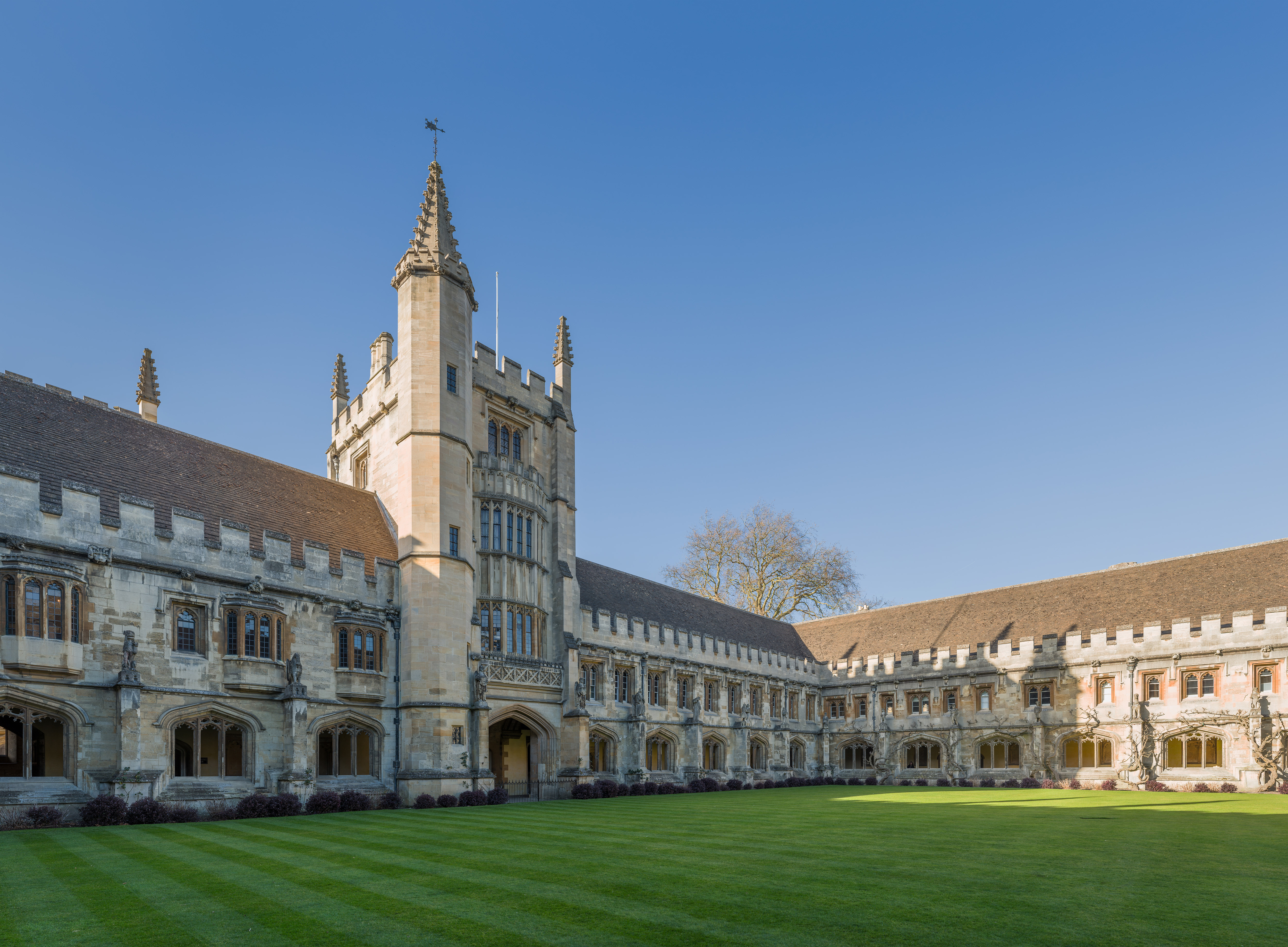
Коледж Магдалени (Оксфорд).

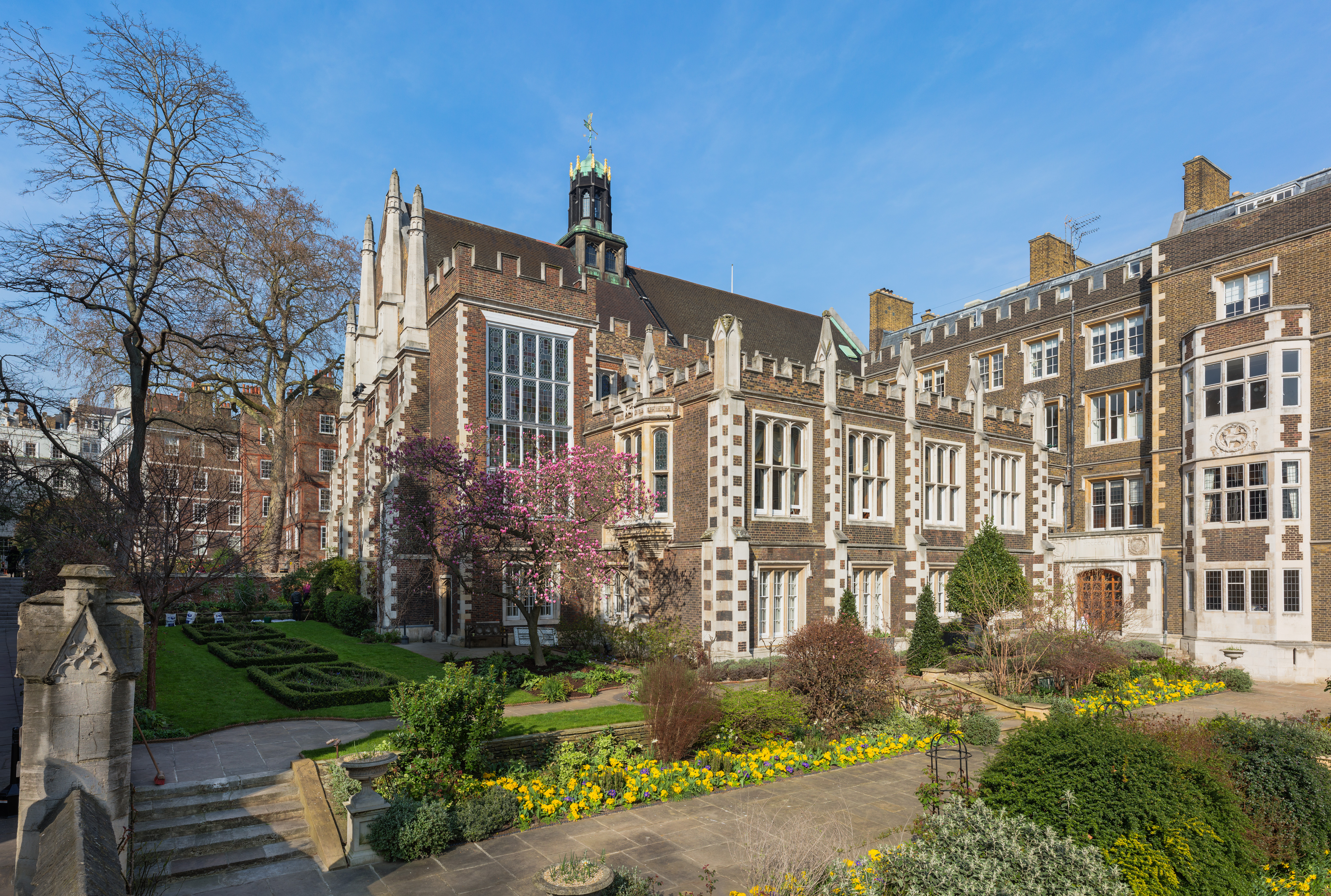
Юридична школа Мідл-Темпл.

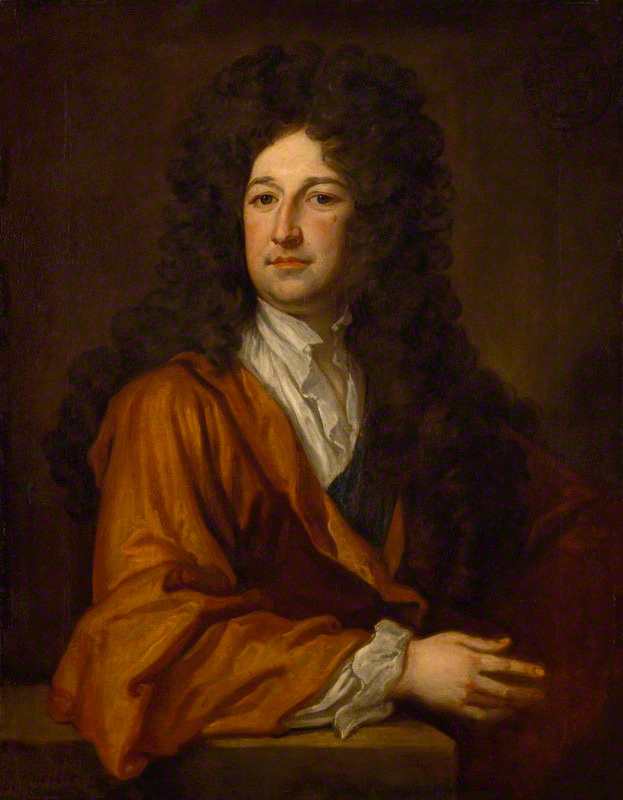
Чарльз Сеймур — VI герцог Сомерсет.

Алан Бродрік (англ. — Alan Brodrick) (бл. 1656 — 29 серпня 1728) — І віконт Мідлтон, відомий ірландський юрист і політик, був депутатом Палати громад парламенту Ірландії між 1692 і 1715 роками, депутатом Палати громад парламенту Великобританії з 1717 до 1728 року. Він був спікером Палати громад парламенту Ірландії та лордом-канцлером Ірландії — спікером Палати лордів парламенту Ірландії. Хоча він був людиною великих здібностей і талантів, він був настільки запальним, що навіть Джонатан Свіфт вважав, що краще не мати з ним ніякої справи і триматися від нього подалі.

## Походження та історичний фон
Алан Бродрік був другим сином сера Сент-Джона Бродрика з Балліаннану, що поблизу Мідлтона в графстві Корк та його дружини Еліс Бродрік (Клейтон) (померла 1696 року) — доньки Лоуренса Клейтона з Меллоу, графство Корк, сестри полковника Рендалла Клейтона з Меллоу. Батько Алана Бродіка отримав великі земельні гранти під час протекторату Олівера Кромвеля, йому даровано землі, які перед тим були конфісковані в ірландців та католиків після придушення Кромвелем повстання за незалежність Ірландії, тому родина мала багато чого втратити, якщо земельне питання в Ірландії вирішили на користь задоволення вимог позбавлених прав і власності ірландських римо-католиків.
Алан Бродрік здобув освіту в коледжі Магдалени (Оксфорд) та в юридичній школі Міддл-Темпл, а в 1678 році почав працювати адвокатом в Англії. Алан Бродрік та його родичі втекли з Ірландії під час так званої «Славетної революції», коли був скинутий король Англії, Шотландії та Ірландії Яків ІІ — прихильник католиків і владу захопив Вільгельм ІІІ Оранський — прихильник протестантів, і почались так звані якобітські (вільямітські) війни, що йшли на території Ірландії. У вигнанні в Англії Алан Бродрік виступав за швидке відвоювання Ірландії, яка на той час фактично стала незалежною.

## Кар'єра
У 1690 році Алан Бродрік повернувся до Дубліна і отримав юридичну посаду третього сержанта Ірландії. Він також став юридичним реєстратором графства Корк. У 1692 році він був звільнений з посади сержанта на тій підставі, що для нього не було роботи. Алан Бродрік, гірко скаржачись на своє звільнення, приватно визнав, що його посада була зайвою і нікому не потрібною. Алан був затятим прихильником партії вігів, протестантів та результатів «Славетної революції», він не завжди погоджувався з політикою аристократії та ставлеників уряду Англії в Ірландії, яку він вважав надто поблажливою до якобітів та католиків. Звільнення першого сержанта Ірландії Джона Осборна одночасно з Аланом Бродріком відбулося через його ще сильнішу опозицію до політики Суду Ірландії. Незважаючи на це, Алан Бродрік часто обіймав урядові посади в Ірландії та прагнув керувати ірландським парламентом. Він представляв місто Корк в парламенті Ірландії, що зібрався в 1692 році, і займав це місце до 1710 року. Він був відкритим противником політики суду Ірландії, поки новий заступник лорда Ірландії з партії вігів лорд Капелл не вирішив призначити його генеральним соліситором (радником з юридичних питань) Ірландії в 1695 році. Він пропагував жорстоку політику, каральні закони проти католиків, а також підтримував розширення повноважень ірландського парламенту.

## Спікер Палати громад парламенту Ірландії
Алан Бродрік був спікером Палати громад парламенту Ірландії з 21 вересня 1703 року. Після висунення резолюцій з критикою лорд-лейтенанта Ірландії він втратив посаду генерального соліситора Ірландії в 1704 році. Чомусь він вважав свого наступника, сера Річарда Левінджа — І баронета Левіндж своїм особистим ворогом, хоча Левіндж був м'яким і мирним чоловіком, ясно дав зрозуміти, що він готовий бути його другом. Алан Бродрік був генеральним прокурором Ірландії в 1707—1709 роках. Він був Головним суддею Ірландії в 1710—1711 роках і був замінений на посаді спікера 19 травня 1710 року, але знову обіймав цю посаду в наступному парламенті в період 25 листопада 1713 року — 1 серпня 1714 року, де також представляв виборчу округу Корк. У 1713 році він придбав великий маєток у Пепер-Герроу, графство Суррей (Англія), у Філіпа Фроуда. У 1714 році він був призначений лордом-канцлером Ірландії, а в 1715 році отримав титул І барона Бродрік у перстві Ірландії. Він звільнив місце в Палаті громад Ірландії та продовжив працювати в ірландському парламенті в Палаті лордів як пер Ірландії. У 1717 році він отримав титул І віконта Мідлтон.

## Процес Шерлок проти Еннеслі та його наслідки
Найвідомішим ірландським судовим процесом, що слухали за часів кар'єри Алана Бродріка на посаді лорда-канцлера Ірландії був процес «Шерлок проти Еннеслі». На перший погляд це була нічим не примітна суперечка між двома двоюрідними братами щодо того, хто мав право володіти землями в графстві Кілдер. Але ця справа підняла делікатне питання щодо того, чи була Палата лордів Ірландії чи Палата лордів Великобританії останнім апеляційним судом в Ірландії, і врешті-решт ці суперечки фактично поклали кінець незалежності ірландського парламенту до 1782 року. Сторони закінчилися суперечливими розпорядженнями двох палат лордів, які дозволяли кожній зі сторін отримати право власності. Коли барони ірландського казначейства привели до виконання указу Британської Палати лордів, ірландська Палата лордів відправила їх у в'язницю за неповагу до влади. Це суперечило пораді Алана Бродріка, який, хоч сам був дуже запальним чоловіком, зробив усе можливе, щоб заспокоїти ситуацію. Ув'язнення суддів виявилося катастрофічною помилкою: британський парламент відповів статутом, Актом про залежність Ірландії від Великої Британії 1719 року, горезвісним «Шостим актом короля Георга I», який не тільки позбавив ірландців права апеляції, позбавив прав Палату лордів парламенту Ірландії, але підтвердив право британського парламенту приймати закони, що стосуються Ірландії.

## Депутат Британського парламенту
Алан Бродрік ворогував зі своїм наступником на посаді спікера Палати громад парламенту Ірландії Вільямом Коноллі, оскільки вони були суперниками за провідну роль в ірландській політиці. Щоб зміцнити своє становище, він вирішив стати депутатом Палати громад парламенту Великобританії. 27 лютого 1717 року він був обраний депутатом парламенту від Мідгерста за підтримки Чарльза Сеймура — VI герцога Сомерсет на проміжних виборах 27 лютого 1717 року. Він підтримував Чарльза Спенсера — ІІІ графа Сандерленд, доки вони не посварилися в 1719 році через законопроєкт про перство, який просував Сандерленд, але проти якої виступив Алан Бродрік — віконт Мідлтон, і його ігнорували до смерті Сандерленда в 1722 році. Він знову був обраний депутатом від Мідгерста на загальних виборах 1722 року, став провідним прихильником міністра в Палаті громад і був запрошений на приватні обіди з сером Робертом Волполом. Він виступив від імені уряду щодо армії 26 жовтня 1722 року та відновив свою посаду одного з лорд-суддів Ірландії, які керували Ірландією, коли лорд-лейтенант Ірландії був відсутній.

## Справа про півпенса Вуда
У 1723 році він повернувся до Ірландії, де втягнувся в тривалу суперечку щодо патенту на виготовлення мідної монети для Ірландії вартістю 108 000 фунтів стерлінгів, який герцогиня Кендал, головна коханка короля Георга I, продала Вільяму Вуду — виробникові з Вулвергемптона. Проти цього активно виступав Алан Бродрік, бо вбачав у цьому прояв корупції і грабунку населення. Монета, відома як «півпенса Вуда», стала дуже непопулярною в Ірландії: проти неї виступала ієрархія Ірландської Церкви, а Джонатан Свіфт критикував її в «Листах Драпіра». Хоча патент скасували, Мідлтон був настільки засмучений ситуацією, що подав у відставку з посади лорд-канцлера в 1725 році та пішов в опозицію в ірландському парламенті. Він залишив по собі спадщину гіркоти та злої волі, за які він насправді не відповідав — ірландські колеги вирішили звинувачувати його у втраті своїх повноважень згідно з Шостим актом короля Георга I, а не власні неправильні дії, внаслідок яких ув'язнили барона казначейства. Він знову був обраний депутатом парламенту Великобританії від Мідгерста на загальних виборах 1727 року.

## Останні роки
Алан Бродрік очолив опозицію на наступній сесії ірландського парламенту, але потім дозволив іншим узяти на себе лідерство. У своїх мемуарах він висловив велике розчарування через поразку від іншого свого довічного суперника — Адама Монтгомері з Кембриджа. Мідлтон помер 29 серпня 1728 року.

## Родина
Алан Бродрік — лорд Мідлтон був одружений тричі. Його першою дружиною була Кетрін Баррі — дочка Редмонда Баррі з графства Корк і його дружини Мері Бойл. З нею він мав сина Сент-Джона Бродіка, який помер раніше за батька. Його другою дружиною була Люсі Кортхорп — донька сера Пітера Кортхорпа з Літтл-Айленда, графство Корк і його другої дружини Елізабет Гіффард — дочки сера Джона Гіффарда з Каслджордану. З нею він мав другого сина і спадкоємця Алана Бродріка — ІІ віконта Мідлтон, потім ще одного сина і дочку. Він одружився втретє з Енн Гілл — дочкою сера Джона Тревора, майстра рукописів і Джейн Мостін і вдовою Майкла Гілла, але більше не мав дітей.

## Особистість
Усі, хто його знав, визнавали Алана людиною великого таланту та розуму, але він також був зарозумілим, запальним і жорстоким у словах. Навіть його найближчі друзі визнавали, що він «занадто пристрасний». Джонатан Свіфт, сам не завжди м'який з людей, назвав його «жорстоким, як тигр».